# Белецковский сельский совет
Белецковский сельский совет (укр. Білецьківська сільська рада) — входит в состав Кременчугского района Полтавской области Украины.
Административный центр сельского совета находится в с. Белецковка.

## Населённые пункты совета
- с. Белецковка
- с. Бурты
- с. Маламовка
- с. Новоселовка
- с. Подгорное
- с. Старая Белецкая
- с. Чечелево